# Hippotion aurora
Hippotion aurora là một loài bướm đêm thuộc họ Sphingidae, chi Hippotion.

## Phụ loài
- Hippotion aurora aurora
- Hippotion aurora delicata Rothschild & Jordan, 1915
- Hippotion aurora gloriosana Rothschild & Jordan, 1915